# Hans-Werner Müller
Hans-Werner Müller (ur. 3 września 1942 w Nunkirchen, część miasta Wadern) – niemiecki polityk, przedsiębiorca i działacz gospodarczy, parlamentarzysta krajowy i europejski.

## Życiorys
Po zdaniu matury w 1962 kształcił się w zakresie mechaniki (dyplom mistrza rzemiosła w 1976). W 1967 ukończył studia w Saarbrücken w zakresie zarządzania w biznesie i prawa z dyplomem handlowym (Diplom-Handelslehrer). Od 1967 do 1976 był nauczycielem w szkole handlowej. Od 1972 był współpracownikiem, a od 1976 po śmierci ojca właścicielem rodzinnego zakładu produkującego narzędzia.
W 1959 dołączył do Junge Union, w 1967 wstąpił do Unii Chrześcijańsko-Demokratycznej. W latach 1968–1978 zasiadał w radzie powiatu Merzig-Wadern, należał także do rady miejskiej Wadern. Od 1976 do 1994 był deputowanym Bundestagu. W latach 1976–1979 delegat do Parlamentu Europejskiego, a w latach 1981–1983 do Zgromadzenia Parlamentarnego Rady Europy. Od 1992 do 2007 był sekretarzem generalnym UEAPME, organizacji europejskiej działającej na rzecz rzemieślników oraz małych i średnich przedsiębiorstw.
Żonaty, ma dwoje dzieci.

## Odznaczenia
Odznaczony Krzyżem Zasługi na Wstędze Orderu Zasługi Republiki Federalnej Niemiec (1988), Wielką Złotą Odznaką Honorową za Zasługi dla Republiki Austrii (1996) oraz Legią Honorową V klasy (2004). Uzyskał doktorat honoris causa na Kingston University w Londynie.